# Paweł Wojciechowski (prawnik)
Paweł Wojciechowski – polski prawnik, doktor habilitowany nauk prawnych, nauczyciel akademicki Uniwersytetu Warszawskiego, specjalista w zakresie prawa żywnościowego, prawa rolnego i prawa administracyjnego.

## Życiorys
W 2001 ukończył studia prawnicze Wydziale Prawa i Administracji Uniwersytetu Warszawskiego, gdzie w 2007 na podstawie napisanej pod kierunkiem Małgorzaty Korzyckiej rozprawy pt. Wspólnotowy model urzędowej kontroli żywności otrzymał stopień naukowy doktora nauk prawnych w zakresie prawa, specjalność: prawo rolne. Tam też w 2016 na podstawie dorobku naukowego oraz rozprawy pt. Model odpowiedzialności administracyjnej w prawie żywnościowym uzyskał stopień doktora habilitowanego stopień doktora habilitowanego nauk prawnych w zakresie prawa, specjalność: prawo rolne, prawo administracyjne uzyskał stopień doktora habilitowanego nauk prawnych w dyscyplinie prawo, specjalności: prawo rolne, prawo administracyjne. Został adiunktem Uniwersytetu Warszawskiego zatrudnionym w Instytucie Nauk Prawno-Administracyjnych.
Mimo kontrowersji związanych z nominacjami w trakcie kryzysu wokół Sądu Najwyższego zgłosił się i od 6 czerwca 2022 jest sędzią Sądu Najwyższego orzekającym w Izbie Kontroli Nadzwyczajnej i Spraw Publicznych. 